# Paracrenhydrosoma karlingi
Paracrenhydrosoma karlingi är en kräftdjursart som först beskrevs av Lang 1965.  Paracrenhydrosoma karlingi ingår i släktet Paracrenhydrosoma och familjen Cletodidae. Inga underarter finns listade i Catalogue of Life.